# هاينريش ويلهلم براندس
هاينريش ويلهلم براندس (بالألمانية: Heinrich Wilhelm Brandes )‏ (و. 1777 – 1834 م) هو رياضياتي، وفيزيائي، وعالم فلك، وعالم أرصاد جوية، وأستاذ جامعي ألماني، كان عضوًا في الأكاديمية الروسية للعلوم، توفي في لايبزيغ، عن عمر يناهز 57 عاماً.

## التعليم
تعلم في جامعة غوتينغن.

## روابط خارجية
- هاينريش ويلهلم براندس على موقع الموسوعة البريطانية (الإنجليزية)